# Port Adelaide
Port Adelaide è un sobborgo di Adelaide, in Australia Meridionale; esso si trova 14 chilometri a nord-ovest del centro cittadino ed è la sede della Città di Port Adelaide Enfield. Al censimento del 2006 contava 1.099 abitanti.

## Amministrazione

### Gemellaggi
- Malmö, dal 1988